# Misterton, Nottinghamshire
Misterton är en ort och civil parish i Storbritannien.   Den ligger i grevskapet Nottinghamshire och riksdelen England, i den sydöstra delen av landet, 220 km norr om huvudstaden London. Misterton ligger 12 meter över havet och antalet invånare är 2 060.
Terrängen runt Misterton är platt. Runt Misterton är det ganska tätbefolkat, med 172 invånare per kvadratkilometer. Närmaste större samhälle är Scunthorpe, 19,7 km nordost om Misterton. Trakten runt Misterton består till största delen av jordbruksmark.